# Тринідад (Куба)
Триніда́д (ісп. Trinidad, дос. «Трійця») — місто на півдні кубинської провінції Санкті-Спіритус, поблизу узбережжя Карибського моря.
Заснований у 1514 конкістадором Дієго Веласкесом на місці одного з перших поселень індіанців в Америці.
Населення: 73 тис. чоловік (2003).
Це місто по праву називається Музеєм просто неба — католицькі церкви, палаци (побудовані на рубежі XVIII і XIX століть) і бруківка створюють атмосферу типового іспанського міста. Місто-музей з 1988 року в списку Світової спадщини ЮНЕСКО.